# Георги Спанчовалията
 Тази статия е за дееца на ВМОРО в Мелнишко.  За дееца на ВМРО в Кочанско вижте Георги Спанчевски.  
Георги Иванов Шуплев, известен като Спанчовалията, Спанчовски или Спанчевски, е български революционер, войвода на Вътрешната македоно-одринска революционна организация в Серския революционен окръг.

## Биография
Георги Спанчовалията е роден във валовищкото село Горно Спанчево, тогава в Османската империя, днес България. Баща му Иван Шуплев е четник на Стоян Карастоилов, с чиято чета участва в Кресненско-разложкото въстание. Георги Спанчовалията в 1894 година формира хайдушка чета, с която действа в Южен Пирин, Алиботуш и Сенгелската планина и участва в Четническата акция на Македонския комитет. Присъединява се към ВМОРО и участва в най-старата чета в Серски окръг - тази на дядо Илия Кърчовалията заедно с Георги Чалъков, Стоян Гаджов и Георги Башлията от Кърчово, Димитър Кашиналията и Георги Баждаров.
По-късно става войвода на ВМОРО в Мелнишко. Участва в съвещанията на Серския революционен окръг. Участва в Илинденско-Преображенското въстание и на 7 юни 1903 година съединените чети на войводите Атанас Тешовски, Димитър Кашиналията, Георги Спанчовалията, Христо Танушев и Стоян Филипов, водят сражение с турски армии при връх Голеш (Валовищко).
След въстанието Георги Спанчовалията е убит в местността Седлото, по пътя между селата Калиманци и Черешница, заедно с двама четници от своя четник Михал (Миял) от Капатово, който е турски шпионин. Михал отрязва главите им и ги занася на мелнишкия каймакамин, занася ги на мелнишкия каймакамин и му заявява, че като не могъл да занесе главата на мечката Яне Сандански, му носи главите на вълчетата. Михал е награден със сребърна сабя и месечна заплата. На 14 септември 1904 година Михал е убит от Петър Говедарчето и Георги Мухаджира.